# Detonation

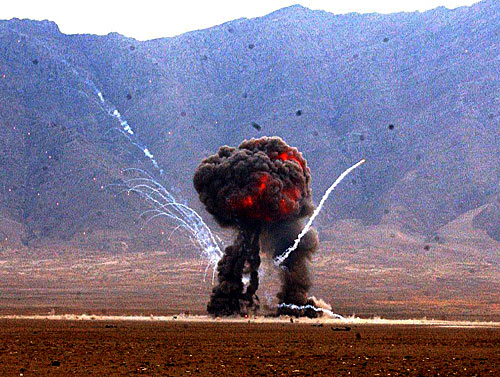
Detonation av ett vapenlager i Afghanistan

Detonation är ett explosivämnes plötsliga förbränning, varvid ett permanent tryck- och temperaturtillstånd fortplantar sig genom explosivämnet med konstant hastighet, den så kallade detonationshastigheten. Reaktionszonen breder ut sig snabbare än ljudets hastighet och skapar en  chockvåg och en knall.
När utbredningen sker långsammare än ljudets hastighet kallas förloppet för deflagration.

## Förlopp
En detonation sker när reaktionszonen i ett explosivämne eller en explosiv damm- eller gasatmosfär breder ut sig snabbare än ljudets hastighet. Detta sker genom att en exoterm reaktion initieras som skapar en kraftig chockvåg. Chockvågen hettar upp reaktanterna till så höga temperaturer att energifrigörelsen sker i omedelbar närhet till chockvågen och adderar sin energi till denna. Därmed fortsätter detonationen.
Chockvågen sprider sig egentligen exakt med ljudhastigheten, men med den lokala ljudhastigheten i chockvågen. Då ljudhastigheten är proportionell mot roten av temperaturen leder de höga temperaturerna i chockvågen till en betydande ökning av den lokala ljudhastigheten. Typiska detonationer når i sin stabila fas hastigheter av Mach 6–13, det vill säga 6 till 13 gånger ljudhastigheten för den omgivande atmosfären.

## Sprängämnen
Sprängämnen består av ämnen som reagerar med exoterma reaktioner som avger energi i form av värme. Energiinnehållet per massenhet hos normala sprängämnen är i allmänhet mindre än hos fossila bränslen (TNT: drygt 4 MJ/kg, diesel: drygt 40 MJ/kg) men kännetecknas av att reaktionsförloppet sprider sig extremt snabbt i hela mängden sprängämne och ger en detonation, en tryckvåg som sprider sig snabbare än ljudhastigheten.

## Detonation och deflagration av vätgasatmosfär
Vätgas är utomordentligt lättantändligt och är brännbart vid koncentrationer mellan 4 och 77 vol% i luft vid rumstemperatur. Vid koncentrationer upp till 10 vol% sker förbränningen normalt som en deflagration med en relativt långsam flamfront och en tryckökning på 2 till 4 gånger det ursprungliga trycket. En deflagration som sker i en normal civil byggnad innebär i allmänhet en fullständig ödeläggelse, medan den kan vara hanterbar i till exempel reaktorinneslutningen på ett kärnkraftverk då den är konstruerad för flera bars övertryck. Vid Harrisburg-olyckan 1979 skedde en vätgasbrand efter cirka 10 timmar inne i reaktorinneslutningen. Vätgaskoncentrationen var cirka 6 vol% och det resulterande trycket blev cirka 2 bar (ö), vilket inte gav några skador då inneslutningen var konstruerad för att tåla åtminstone 4 bar (ö).
Med stigande vätgaskoncentrationer över 10 vol% ökar sannolikheten för att förbränningsförloppet kan övergå i en detonation, där tryckökningen kan bli 20 till 30 gånger det ursprungliga trycket. Ett sådant förlopp bedöms ha skett vid Fukushima-olyckan 2011 i block 3. Detta gav stor ödeläggelse, speciellt då vätgasen läckte ut från reaktorinneslutningen som är konstruerad för att tåla åtminstone 4 bar (ö) och exploderade i den omgivande reaktorbyggnaden som endast tål mindre övertryck.